# Чална (река)
Чална — река в России, протекает по Карелии, на границе Кондопожского, Прионежского и Пряжинского районов.
Исток — озеро Кодолампи в 2 км юго-западнее деревни Галлезеро. Устье реки находится в 27 км по левому берегу реки Шуи, южнее посёлка Чална. Длина реки — 42 км, площадь водосборного бассейна — 520 км².
Протекает через озеро Карельское, вытекает из озера в деревне Порожек.

## Притоки
Притоки указаны от устья к истоку:
- В 7 км от устья, по правому берегу реки впадает река Задняя;
- из Малого Лагнозера (левый);
- В 30 км от устья, по правому берегу реки впадает река Липчага;

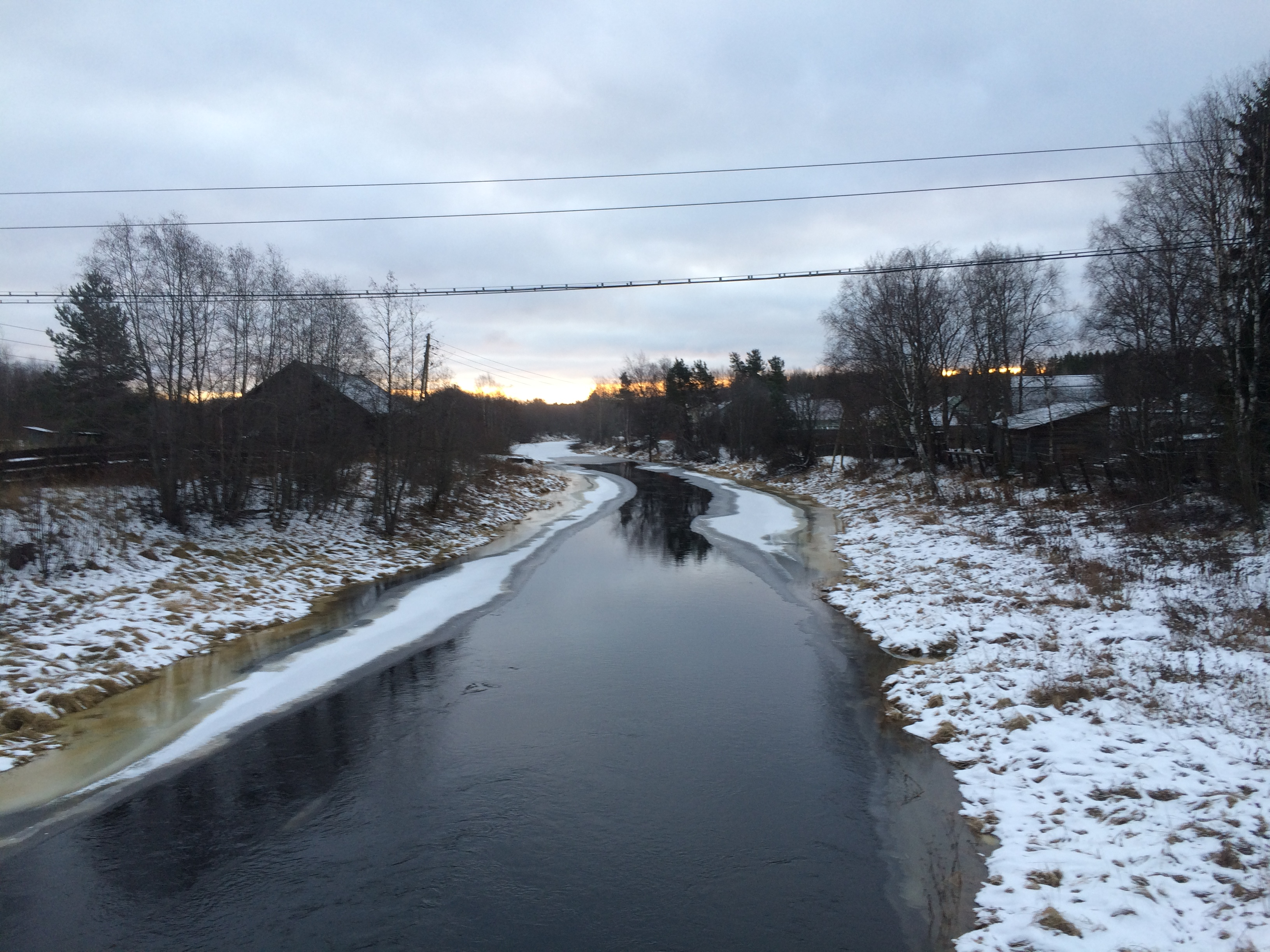

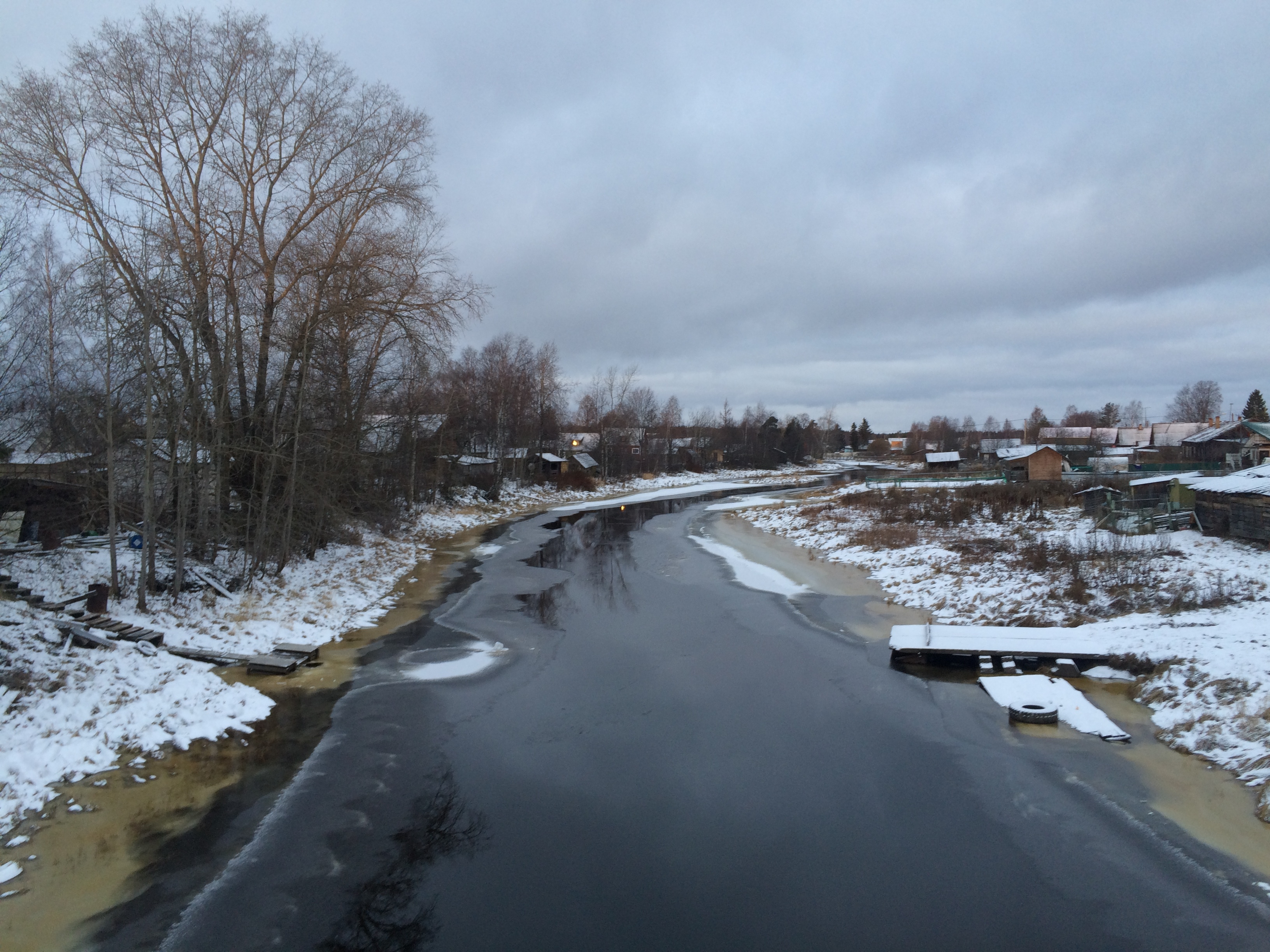

- Палуя (правый);
- Пезуя (правый);
- Хедуя (правый);

## Данные водного реестра
По данным государственного водного реестра России относится к Балтийскому бассейновому округу, водохозяйственный участок реки — Шуя, речной подбассейн реки — Свирь (включая реки бассейна Онежского озера). Относится к речному бассейну реки Нева (включая бассейны рек Онежского и Ладожского озера).
Код объекта в государственном водном реестре — 01040100112102000014660.